# Carex kuekenthalii
Carex kuekenthalii är en halvgräsart som beskrevs av Ignaz Dörfler och Karl Hermann Zahn. Carex kuekenthalii ingår i släktet starrar, och familjen halvgräs. Inga underarter finns listade i Catalogue of Life.